# Frans van de Laar

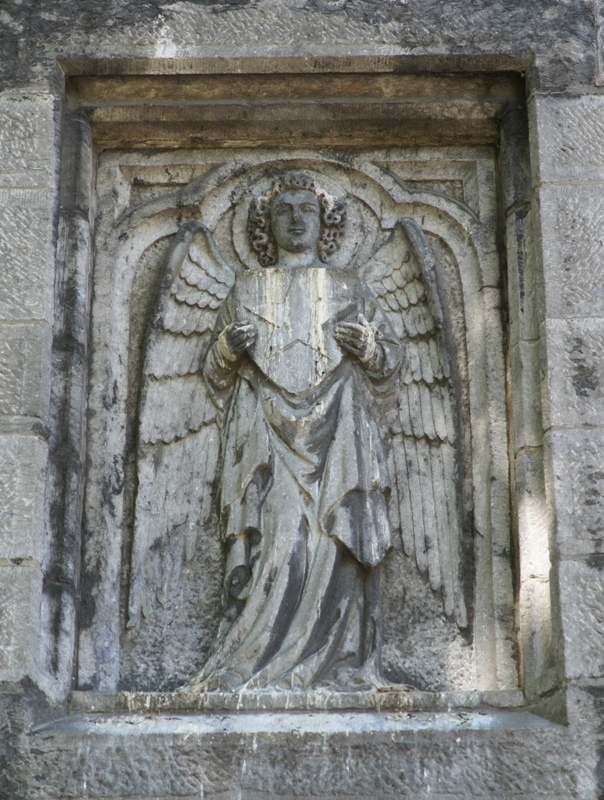
Reliëf stadsengel (1887)

Frans Karel van de Laar (Sittard, 4 februari 1853 - Argenteau (B), 11 januari 1933) was een Nederlands beeldhouwer en kunstschilder.
Van de Laar volgde de opleiding beeldhouwen en boetseren aan de Koninklijke Academie voor Schone Kunsten in Antwerpen, waar hij tweemaal de Prix d’Excellence behaalde. Na zijn studie keerde hij terug naar Sittard, om zich na zijn huwelijk met Maria Cornelia Theresia Mélotte in 1883 in Maastricht te vestigen.
Samen met kunstschilder Rob Graafland en architect Willem Sprenger was hij vanaf 1898 gedurende enkele jaren docent aan het Stadsteekeninstituut te Maastricht. Samen met Graafland maakte Van de Laar deel uit van de groep kunstenaars die in 1910 de Limburgse Kunstkring oprichtte.
Van de Laar maakte als beeldhouwer en ontwerper veel kerkelijke kunst, zoals altaren, preekstoelen, communiebanken, heiligenbeelden en grafmonumenten. Hij ontwierp onder andere het reliëf met een stadsengel die het Maastrichtse stadswapen vasthoudt ter zijde van de Poort Waerachtig in het Maastrichtse Stadspark.
In de Maastrichtse buurt Caberg is sinds 1951 een straat en plein naar hem vernoemd: de Frans van de Laarstraat en het Frans van de Laarplein.
- Biografisch Portaal: 78000313
- Gemeinsame Normdatei: 1056950498
- International Standard Name Identifier: 0000 0004 2320 9552
- Library of Congress Control Number: no2014116729
- Nederlandse Thesaurus van Auteursnamen: 364216328
- RKD-Nederlands Instituut voor Kunstgeschiedenis: 90960
- Virtual International Authority File: 305826971
- WorldCat: E39PBJyMk6vwtMdc6B3wQHgHYP